# Mechraa Safa
Mechraa Safa è un comune dell'Algeria, situato nella provincia di Tiaret.